# SN 2002fx
SN 2002fx – supernowa odkryta 20 września 2002 roku w galaktyce A033206-2744. W momencie odkrycia miała maksymalną jasność 25,50m.